# Thamnocalamus
Thamnocalamus és un gènere de bambús de la família de les poàcies, ordre de les poals, subclasse de les commelínides, classe de les liliòpsides, divisió dels magnoliofitins.

## Taxonomia
- Thamnocalamus aristatus
- Thamnocalamus crassinodus
- Thamnocalamus spathiflorus
- Thamnocalamus tessellatus